# Indiana Jones und die weiße Hexe
Indiana Jones und die weiße Hexe (Originaltitel Indiana Jones and the White Witch) ist ein 1994 erschienener Abenteuerroman von Martin Caidin. Es handelt sich um den zweiten und letzten Indiana-Jones-Roman von Caidin. In diesem begibt sich der Archäologe und Abenteurer Indiana Jones auf die Suche nach einem während des Amerikanischen Bürgerkriegs verschwundenen Goldschatz, hinter dem auch eine Geheimorganisation her ist, die damit ihre politische Macht ausbauen will. Der Roman schließt dabei thematisch an seinen Vorgänger Indiana Jones und die Hyänen des Himmels an.

## Handlung
Indiana Jones befindet sich in Südengland im Gebiet des New Forest, wo er gemeinsam mit Gale Parker, die er vor einiger Zeit bei Streifzügen durch diese Gegend kennengelernt hat, Flugübungen vornimmt. Jones befand sich bereits mehrfach in der Luft, hatte aber nie die Gelegenheit, die Handhabung eines Flugzeugs zu erlernen – das soll sich nun ändern. Als sie gerade in der Luft sind, bemerken sie jedoch, dass unter ihnen eine Reihe von Explosionen geschehen und offenbar Kampfhandlung stattfinden. Gale ahnt, dass es sich dabei um das Dorf, aus dem sie stammt, handelt, das überfallen wird. Sie landen so rasch wie möglich und begeben sich mit Jones' Privatwagen dorthin. Auf dem Weg nimmt Jones bereits seltsame Begebenheiten war, so verschwindet etwa die Straße hinter ihnen und als sie auf einen Fluss zufahren, gefriert dieser plötzlich, sodass sie über das Eis auf die andere Seite gelangen. Gale, die selbst – wie alle Bewohner ihres Dorfes – der Wicca-Religion angehört, erklärt ihm, dass es sich um Magie handelt, Jones ist jedoch als Wissenschaftler nicht davon überzeugt.
Im Dorf St. Brendan angekommen bietet sich ihnen ein Bild der Verwüstung, viele Menschen sind tot oder schwer verletzt. Die unbekannten Angreifer, das erschließt sich Jones rasch, müssen Profis gewesen sein, die ihre Identität möglichst geheim halten wollen, denn die Überlebenden berichten, dass die Angreifer in einer Reihe verschiedener Sprachen miteinander kommunizierten. Von Gales Freundin Caitlin St. Brendan, der Tochter des Dorfoberhaupts, erfahren sie, was hinter dem Angriff steckt: Seit langer Zeit wird im Dorf eine Karte aufbewahrt, die den Weg zu einem großen Goldschatz weist. Auf diese haben es die Fremden abgesehen, um an diese zu gelangen, folterten sie sogar die Frau des Dorfoberhaupts.
Da es sich um mehr als einen Raubüberfall handelt, wird auch der britische Geheimdienst aktiv und Jones alter Freund Thomas Treadwell vom MI5 erscheint. Es stellt sich heraus, dass hinter den Morden und dem Diebstahl der Karte eine Geheimorganisation steckt, der Jones und Gale gemeinsam mit Treadwell schon einmal in die Quere gekommen sind. Deren Drahtzieher Konstantin LeBlanc Cordas ist noch am Leben und plant den Wiederaufbau seiner Organisation. Es wird vermutet, dass die Gruppe sich erhofft, durch das Auffinden des Schatzes eine enorme Menge Geld für ihre Pläne zur Verfügung zu haben. Recherchen ergeben, dass es sich bei dem besagten Schatz um jene Unmengen von Gold handelt, die während des Amerikanischen Bürgerkriegs von der Bank of England nach Amerika gebracht wurden, um die konföderierten Kräfte zu unterstützen. Das Gold ging jedoch verloren und ist nie wieder aufgetaucht.
Jones, Gale und Caitlin, die im Besitz von König Artus' legendärem Schwert Caliburn ist, begeben sich an Bord eines deutschen Zeppelins, der sie von Europa aus nach Nordamerika bringt. Während des Flugs werden sie von Schergen ihres Gegenspielers Cordas angegriffen, Caitlin wird dabei verletzt, gesundet jedoch wieder. In Amerika angekommen begeben sie sich nach Florida, weil ihren Recherchen nach das Gold im Umfeld der Schlacht bei Olustee verloren ging und sich noch irgendwo auf dem Schlachtfeld befinden muss. Da sich Cordas inzwischen auch auf dem Schlachtfeld befindet und Scharfschützen besitzt, wendet Jones eine List an. Sie schaffen es, dass Cordas und seine Leute ihr Lager an einer bestimmten Stelle aufgeschlagen und sich nicht von dort wegbewegen. Die beiden Frauen beschwören dichten Nebel herauf, der das Schlachtfeld einhüllt. Am nächsten Morgen taucht plötzlich eine große Gruppe berittener konföderierter Soldaten auf, deren Pferde das durch den Nebel nicht sichtbare Lager gnadenlos niedertrampeln. Gale und Caitlin zeigen sich fassungslos und wollen von Jones wissen, wie er es bewerkstelligt hat, Truppen aus der Vergangenheit in die Gegenwart zu holen. Dieser klärt sie auf, dass heute der Jahrestag der Schlacht ist und wie jedes Jahr ein großangelegtes Nachspielen der Schlacht geschieht. Er konnte somit errechnen, wann genau die Reiter hier vorbeikämen, daher musste dafür Sorge getragen werden, dass Cordas und seine Männer sich nicht fortbewegen. Im zerstörten Lager finden sie Cordas und seine Mitstreiter schwer verletzt und kampfunfähig auf. Wo genau nun allerdings das Gold sein soll, bleibt ihnen ein Rätsel, bis ihnen auffällt, dass sich auf dem Schlachtfeld eine ganze Reihe alter Kanonenrohre befindet, allerdings keine sonstigen Spuren von Kanonen, etwa Metallüberreste, zu sehen sind. Jones nimmt ein Messer und schneidet damit in ein Rohr, dabei stellt sich heraus, dass unter der Oberfläche pures Gold ist: Die Konföderierten hatten das Gold damals in Form von Kanonenrohren gegossen und angemalt, um es sicher transportieren zu können. Caitlin will Corda umbringen und so den Tod der Mitglieder ihrer Gemeinschaft rächen, kann von Jones jedoch überzeugt werden, dass es sinnvoller wäre, Cordas den Behörden zu übergeben, damit diese vor seiner Verurteilung und Hinrichtung noch mehr über die Struktur der von ihm aufgebauten Organisation erfahren können. Ansonsten würde sein Tod keine große Bedeutung haben.
Wieder zurück in London erfährt Jones, dass die Vereinigten Staaten beschlossen haben, den gesamten Goldbestand der Bank of England zurückzuerstatten, einige darunter befindliche Goldmünzen aus der Zeit Christi hingegen wurden dem Vatikan, dem sie einst gehörten, zurückgegeben.

## Deutsche Ausgabe
- Martin Caidin: Indiana Jones und die weiße Hexe, übersetzt von Bettina Zeller. Goldmann, München 1997, ISBN 3-442-43534-X